# اتاق حیوانات
اتاق حیوانات (انگلیسی: Animal Room) یک درام به کارگردانی و تولید شده و نوشتهٔ کریگ سینگر (به انگلیسی: Craig Singer)، در سبک اکشن، علمی–تخیلی و مهیج است که در سال ۱۹۹۵ منتشر شد. از بازیگران این فیلم می‌توان به نیل پاتریک هریس (در نقش یک نوجوان قربانی و آلوده به مواد مخدر) و متیو لیلارد (در نقش زورگویی که از آزار نوجوان لذت می‌برد) اشاره کرد. فیلم نسخه‌ای امروزی از فیلم پرتقال کوکی با نگاهی به ویژگی‌های پانک راک گروه میسفیتس شمار می‌رود.

## نقش‌ها
- نیل پاتریک هریس در نقش آرنولد ماسک
- متیو لیلارد در نقش داگ ون هاوسِن
- کاترین هیکس در نقش خانم ماسک
- آماندا پیت در نقش دبی
- استیون پرلمن